# Enrique Soro
Pour les articles homonymes, voir Soro.
Enrique Soro Barriga,  né le 15 juillet 1884 à Concepción (Chili) et mort le 3 décembre 1954 à Santiago, est un pianiste, professeur et compositeur chilien. Il est considéré comme l'un des premiers musiciens symphonistes du Chili.

## Biographie

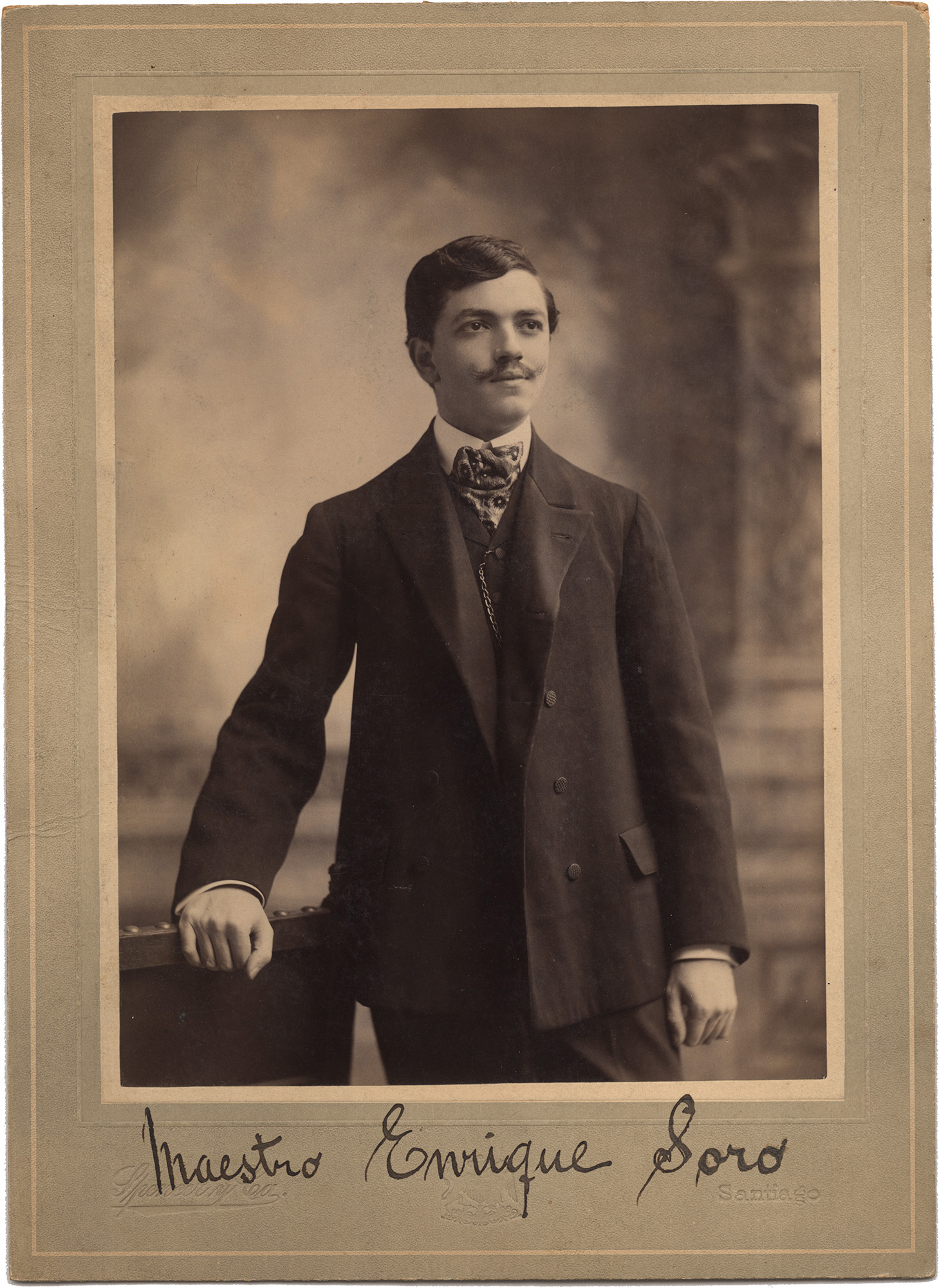
Enrique Soro

Il commence ses études à Concepción, avec comme professeurs Clotilde de la Barra (piano) et Domingo Brescia (harmonie et contrepoint). Ayant obtenu une bourse du Sénat chilien, il part en 1898, pour poursuivre ses études en Italie, au Real Conservatorio di Musica de Milan, l'un des plus importants du monde  à cette époque. Il en sort diplômé en 1904, et entame une carrière de pianiste de concert, interprétant, outre ses propres œuvres, celles du grand répertoire classique.
Avec le musicien Luigi Stefano Giarda, il devient bientôt professeur d'harmonie et de contrepoint au Conservatoire national de musique du Chili, dont il est vite nommé sous-directeur (1907) puis directeur, professeur de composition et professeur de piano (1919). il restera lié à cette institution pendant près de deux décennies.
Il a notamment pour élèves Domingo Santa Cruz, Juan Allende-Blin, Nino Marcelli, Héctor Melo, Juan Casanova Vicuña et Roberto Puelma, des musiciens chiliens qui lui ont tous survécu.
Il crée ses œuvres en Europe, aux États-Unis et en Amérique latine ; il enregistre des rouleaux pour les pianos mécaniques de l'Aeolian Company, des disques pour Columbia et obtient un contrat de 50 ans avec la maison d'édition Schirmer.
Connu pour ses talents d'improvisateur au piano, il entretient des liens avec de grandes personnalités musicales de l'époque, comme Pablo Casals, Vincent D'Indy, Pietro Mascagni, Ignacy Paderewski, Giacomo Puccini, Maurice Ravel et Camille Saint-Saëns, entre autres.
Du point de vue musical, son œuvre s'inscrit dans la tradition classique-romantique : son style plongeant ses racines dans les formes classiques, est en même temps empreint d'un lyrisme spontané. Selon la chercheuse Raquel Bustos, l'année 1911 sépare son œuvre en deux périodes, celle des débuts et celle de la maturité. Il a écrit peu d’œuvres à partir de matériel local, la plus interprétée étant Trois airs chiliens, de 1942.

## Œuvres principales
- Danza fantástica (1916)
- Andante appassionato (1916)
- Grand concerto en ré majeur pour piano et orchestre (1918)
- Sinfonía romántica (1920)
- Préludes symphoniques (1936)
- Trois airs chiliens (Tres aires chilenos, 1942)

## Prix et nominations
Parmi ses multiples charges honorifiques et distinctions on peut citer celle d'avoir été vice-président de la Société de Compositeurs Chiliens.
- En 1904, il remporte le Grand Prix de Haute Composition du Conservatoire royal de Milan.
- En 1910, il obtient la Médaille d'Or pour l'Hymne du Centenaire du Chili.
- En 1917, il obtient la Médaille d'Or pour l'Hymne au Drapeau Chilien.
- En 1922, il est nommé membre de la Société de Compositeurs de Paris.
- En 1948, il obtient le Prix national d'Art du Chili.